# L'Ange pourpre
Pour plus de détails, voir Fiche technique et Distribution.
L’Ange pourpre est un film italo-américain réalisé par Nunnally Johnson et sorti en 1960.

## Synopsis
En Espagne, durant la guerre civile, le prêtre Arturo Carrera, sur le point de rejoindre les nationalistes, tombe amoureux de la belle entraîneuse Soledad et épouse, par la même occasion, la cause des républicains.

## Fiche technique
- Titre : L’Ange pourpre
- Titre d’origine : The Angel Wore Red
- Titre italien : La sposa bella
- Réalisation : Nunnally Johnson
- Scénario : Nunnally Johnson d’après le roman de Bruce Marshall The Fair Bride (Éditions Houghton Mifflin, Boston 1953)
- Musique : Bronislau Kaper
- Directeur de la photographie : Giuseppe Rotunno
- Ingénieur du son : Mario Messina
- Décors : Piero Filippone
- Costumes : Maurizio Chiari
- Montage : Louis R. Loeffler
- Producteur : Goffredo Lombardo
- Directeur de production : Silvio Clementelli
- Sociétés de production : Titanus (Italie), Metro Goldwyn Mayer (États-Unis), Spectator (États-Unis)
- Société de distribution : Metro Goldwyn Mayer
- Pays de production :  Italie,  États-Unis
- Studios : Cinecittà (Italie)
- Tournage extérieur : Catane, Sicile
- Langue de tournage : anglais
- Format : noir et blanc — 1.85:1 — son monophonique (Westrex Recording System) — 35 mm
- Genre : Film dramatique
- Durée : 99 min
- Date de sortie : 
  - Italie : 14 avril 1960

## Distribution
- Ava Gardner :  Soledad
- Dirk Bogarde : Arturo Carrera
- Joseph Cotten : Hawthorne
- Vittorio De Sica : le général républicain Clave
- Enrico Maria Salerno : le capitaine Botargus